# Resolució 60 del Consell de Seguretat de les Nacions Unides
La Resolució 60 del Consell de Seguretat de les Nacions Unides, aprovada el 29 d'octubre de 1948, va resoldre que es creés un subcomitè format per Regne Unit, República de la Xina, França, Bèlgica i la República Socialista Soviètica d'Ucraïna per considerar totes les esmenes i revisions que s'havien suggerit al segon projecte de resolució revisat que figura en el document S/1059/Rev.2 i preparar un projecte de resolució revisat en nom del Consell.
La resolució es va aprovar sense vot.